# Vauxbons
Vauxbons är en kommun i departementet Haute-Marne i regionen Grand Est (tidigare regionen Champagne-Ardenne) i nordöstra Frankrike. Kommunen ligger i kantonen Langres som tillhör arrondissementet Langres. År 2022 hade Vauxbons 53 invånare.

## Befolkningsutveckling
Antalet invånare i kommunen Vauxbons
| Referens: INSEE |